# Juraj II., veliki knez Moskve
Juraj, (? - srpanj 1434. ) je bio veliki knez Moskve 1433. – 1434. godine.

## Prijestolonasljednik
Kako je Juraj bio mlađi sin Dimitrije Donski kneževska kruna 1389. godine nakon očeve smrti je prešla na glavu njegovog starijeg brata Vasilija I. Od tada pa sve do 1415. godine on je prestolonasljednik države pošto mu se bratu tek tada rađa sin i budući velike knez Vasilije II. Godine 1425. kada Jurju umire brat novi knez ima samo deset godina što tada dovodi do krize vlasti. Po zakonu koji je donio Dimitrije Donski kruna bi trebala prelaziti s brata na brata, a ne s oca na sina. Zbog toga što mu je "nezakonito" okrunjen nećak Juraj smatra da ima legalni razlog za preuzimanje vlasti.

## Uzurpator
Tijekom prvih pet godina on strpljivo čeka nadajući se zadovoljavajućem razvoju događaja, ali 1430. godine ipak gubi živce i odlazi na dvor kana Zlatne Horde koja je vazalni gospodar Mosvke. Tamo on uspijeva dobiti naslov velikog kneza koju mu kući na njegovu žalost nitko ne priznaje. Kako za potvrdu naslova nisu stigli i mongolski vojnici njemu tada ne preostaje ništa drugo do raditi spletke kako bi preuzeo vlast. Proći će sveukupno tri godine prije no što li uspije skupiti dovoljno vojnika za izlazak na bojno polje i pobjedu nad Vasilije II. Nedugo potom 1433. godine poraženi veliki knez je primoran abdicirati. 

## Veliki knez
U pokušaju da iskaže milost i potvrdi svoju legitimninost na pravo krune Juraj pušta Vasilija na slobodu s koje on sada diže bunu. Ta nova pobuna najvjerojatnije ne bi uspjela zabilježiti pobjedu da nije došlo do iznenadne smrti Jurja koji se tada nalazio u za rusku vladajuću kuću onoga doba u visokim životnim godinama.
Odmah po smrti u srpnju 1434. godine nasljeđuje ga sin Vasilije
| Prethodnik:  | knez Moskve | Nasljednik:     |
| Vasilije II. | knez Moskve | Vasilije (III). |